# LeBouseuh
lebouseh